# 东宁卫乡
东宁卫乡，是中华人民共和国辽宁省辽阳市太子河区下辖的一个乡镇级行政单位。

## 行政区划
东宁卫乡下辖以下地区：
菜庄社区、首山堡村、三块石村、新立村和西八里村。